# Michal Navračič
Michal Navračič (3. září 1913 – 31. října 1985) byl slovenský a československý politik a poválečný poslanec Ústavodárného Národního shromáždění a Národního shromáždění ČSR za Komunistickou stranu Slovenska.

## Biografie
V parlamentních volbách v roce 1946 se stal členem Ústavodárného Národního shromáždění za KSS. Setrval zde do konce funkčního období, tedy do voleb do Národního shromáždění 1948, v nichž byl zvolen do Národního shromáždění za KSS ve volebním kraji Bratislava. V parlamentu zasedal do konce funkčního období, tedy do voleb do Národního shromáždění roku 1954.
V roce 1947 je uváděn jako člen Ústředního výboru KSS.